# Bruno Tosarelli
Bruno Tosarelli (Castenaso, 11 dicembre 1912 – Bologna, 5 ottobre 1944) è stato un partigiano italiano.
Medaglia d'oro al valor militare alla memoria.

## Biografia
Durante il fascismo faceva parte dell’organizzazione comunista clandestina di Bologna e nel gennaio del 1937 andò in Spagna a combattere in difesa della Repubblica democratica. Aggregato col grado di tenente al Battaglione Garibaldi, l’operaio antifascista fu ferito due volte a Farlete e sul fronte dell’Ebro. Nel febbraio del 1939, con tutti i volontari internazionali sopravvissuti alla guerra contro i franchisti, riparò in Francia, dove passò dall’uno all’altro dei campi di internamento, sempre svolgendovi un’intensa attività politica.
Nell’aprile del 1941 Tosarelli è tradotto in Italia, dove l’attende il Tribunale speciale. Il 13 giugno arriva (per l’attività politica svolta a Bologna sino al 1937), la condanna a quindici anni di reclusione. Quando Mussolini è arrestato, Tosarelli viene rilasciato, torna a Bologna e partecipa alla riorganizzazione del Partito Comunista Italiano. Giunge l’armistizio, ed ecco che il combattente di Spagna contribuisce a far sorgere le prime formazioni gappiste e sappiste del Bolognese.
Come commissario della 63ª Brigata "Bolero" e poi come comandante del VI Raggruppamento SAP della provincia, Tosarelli organizza e partecipa a numerose e rischiose azioni contro i nazifascisti. Sono i primi giorni di ottobre quando il combattente antifascista convoca, a Bologna, una riunione dei comandanti partigiani della zona. Si trova nel centro cittadino quando è riconosciuto da elementi delle Brigate nere. Bruno Tosarelli è subito circondato, arrestato e barbaramente trucidato.

A Roma e a Castenaso sono state intitolate strade a questo eroe della Resistenza.